# Llista d'asteroides/143301-143400
| Nom      | Designació provisional | Data de descobriment | Lloc de descobriment | Descobridor/s               |
| -------- | ---------------------- | -------------------- | -------------------- | --------------------------- |
| 143301 - | 2003 AO39              | 7 de gener de 2003   | Socorro              | LINEAR                      |
| 143302 - | 2003 AZ39              | 7 de gener de 2003   | Socorro              | LINEAR                      |
| 143303 - | 2003 AF40              | 7 de gener de 2003   | Socorro              | LINEAR                      |
| 143304 - | 2003 AU40              | 7 de gener de 2003   | Socorro              | LINEAR                      |
| 143305 - | 2003 AD41              | 7 de gener de 2003   | Socorro              | LINEAR                      |
| 143306 - | 2003 AE41              | 7 de gener de 2003   | Socorro              | LINEAR                      |
| 143307 - | 2003 AK41              | 7 de gener de 2003   | Socorro              | LINEAR                      |
| 143308 - | 2003 AQ41              | 7 de gener de 2003   | Socorro              | LINEAR                      |
| 143309 - | 2003 AM42              | 7 de gener de 2003   | Socorro              | LINEAR                      |
| 143310 - | 2003 AV42              | 5 de gener de 2003   | Socorro              | LINEAR                      |
| 143311 - | 2003 AW45              | 5 de gener de 2003   | Socorro              | LINEAR                      |
| 143312 - | 2003 AB47              | 5 de gener de 2003   | Socorro              | LINEAR                      |
| 143313 - | 2003 AC47              | 5 de gener de 2003   | Socorro              | LINEAR                      |
| 143314 - | 2003 AL47              | 5 de gener de 2003   | Socorro              | LINEAR                      |
| 143315 - | 2003 AQ48              | 5 de gener de 2003   | Socorro              | LINEAR                      |
| 143316 - | 2003 AY48              | 5 de gener de 2003   | Socorro              | LINEAR                      |
| 143317 - | 2003 AS51              | 5 de gener de 2003   | Socorro              | LINEAR                      |
| 143318 - | 2003 AQ53              | 5 de gener de 2003   | Socorro              | LINEAR                      |
| 143319 - | 2003 AV54              | 5 de gener de 2003   | Socorro              | LINEAR                      |
| 143320 - | 2003 AY56              | 5 de gener de 2003   | Socorro              | LINEAR                      |
| 143321 - | 2003 AP57              | 5 de gener de 2003   | Socorro              | LINEAR                      |
| 143322 - | 2003 AV57              | 5 de gener de 2003   | Socorro              | LINEAR                      |
| 143323 - | 2003 AE58              | 5 de gener de 2003   | Socorro              | LINEAR                      |
| 143324 - | 2003 AO60              | 7 de gener de 2003   | Socorro              | LINEAR                      |
| 143325 - | 2003 AX61              | 7 de gener de 2003   | Socorro              | LINEAR                      |
| 143326 - | 2003 AL62              | 8 de gener de 2003   | Socorro              | LINEAR                      |
| 143327 - | 2003 AV63              | 8 de gener de 2003   | Socorro              | LINEAR                      |
| 143328 - | 2003 AD64              | 7 de gener de 2003   | Socorro              | LINEAR                      |
| 143329 - | 2003 AP64              | 7 de gener de 2003   | Socorro              | LINEAR                      |
| 143330 - | 2003 AL65              | 7 de gener de 2003   | Socorro              | LINEAR                      |
| 143331 - | 2003 AN65              | 7 de gener de 2003   | Socorro              | LINEAR                      |
| 143332 - | 2003 AD66              | 7 de gener de 2003   | Socorro              | LINEAR                      |
| 143333 - | 2003 AJ66              | 7 de gener de 2003   | Socorro              | LINEAR                      |
| 143334 - | 2003 AK70              | 10 de gener de 2003  | Socorro              | LINEAR                      |
| 143335 - | 2003 AA72              | 10 de gener de 2003  | Socorro              | LINEAR                      |
| 143336 - | 2003 AV73              | 10 de gener de 2003  | Socorro              | LINEAR                      |
| 143337 - | 2003 AW73              | 10 de gener de 2003  | Socorro              | LINEAR                      |
| 143338 - | 2003 AX73              | 10 de gener de 2003  | Socorro              | LINEAR                      |
| 143339 - | 2003 AZ73              | 10 de gener de 2003  | Socorro              | LINEAR                      |
| 143340 - | 2003 AC74              | 10 de gener de 2003  | Socorro              | LINEAR                      |
| 143341 - | 2003 AV75              | 10 de gener de 2003  | Socorro              | LINEAR                      |
| 143342 - | 2003 AW75              | 10 de gener de 2003  | Socorro              | LINEAR                      |
| 143343 - | 2003 AH76              | 10 de gener de 2003  | Socorro              | LINEAR                      |
| 143344 - | 2003 AT77              | 10 de gener de 2003  | Socorro              | LINEAR                      |
| 143345 - | 2003 AF78              | 10 de gener de 2003  | Socorro              | LINEAR                      |
| 143346 - | 2003 AS78              | 10 de gener de 2003  | Kitt Peak            | Spacewatch                  |
| 143347 - | 2003 AR80              | 11 de gener de 2003  | Socorro              | LINEAR                      |
| 143348 - | 2003 AE81              | 12 de gener de 2003  | Anderson Mesa        | LONEOS                      |
| 143349 - | 2003 AG81              | 10 de gener de 2003  | Socorro              | LINEAR                      |
| 143350 - | 2003 AW81              | 12 de gener de 2003  | Anderson Mesa        | LONEOS                      |
| 143351 - | 2003 AD84              | 11 de gener de 2003  | Kitt Peak            | Spacewatch                  |
| 143352 - | 2003 AB85              | 7 de gener de 2003   | Kitt Peak            | Deep Lens Survey            |
| 143353 - | 2003 AP86              | 1 de gener de 2003   | Socorro              | LINEAR                      |
| 143354 - | 2003 AS87              | 1 de gener de 2003   | Socorro              | LINEAR                      |
| 143355 - | 2003 AD88              | 2 de gener de 2003   | Socorro              | LINEAR                      |
| 143356 - | 2003 AK92              | 7 de gener de 2003   | Socorro              | LINEAR                      |
| 143357 - | 2003 AS92              | 10 de gener de 2003  | Goodricke-Pigott     | Goodricke-Pigott            |
| 143358 - | 2003 BF                | 18 de gener de 2003  | Palomar              | NEAT                        |
| 143359 - | 2003 BV                | 24 de gener de 2003  | Palomar              | NEAT                        |
| 143360 - | 2003 BB2               | 25 de gener de 2003  | Anderson Mesa        | LONEOS                      |
| 143361 - | 2003 BP2               | 26 de gener de 2003  | Kitt Peak            | Spacewatch                  |
| 143362 - | 2003 BC6               | 23 de gener de 2003  | Kvistaberg           | Uppsala-DLR Asteroid Survey |
| 143363 - | 2003 BK6               | 24 de gener de 2003  | Palomar              | NEAT                        |
| 143364 - | 2003 BL6               | 24 de gener de 2003  | Palomar              | NEAT                        |
| 143365 - | 2003 BH7               | 25 de gener de 2003  | Anderson Mesa        | LONEOS                      |
| 143366 - | 2003 BL7               | 25 de gener de 2003  | Palomar              | NEAT                        |
| 143367 - | 2003 BA8               | 26 de gener de 2003  | Palomar              | NEAT                        |
| 143368 - | 2003 BT8               | 26 de gener de 2003  | Anderson Mesa        | LONEOS                      |
| 143369 - | 2003 BB9               | 26 de gener de 2003  | Anderson Mesa        | LONEOS                      |
| 143370 - | 2003 BJ9               | 26 de gener de 2003  | Palomar              | NEAT                        |
| 143371 - | 2003 BN10              | 26 de gener de 2003  | Anderson Mesa        | LONEOS                      |
| 143372 - | 2003 BB11              | 26 de gener de 2003  | Anderson Mesa        | LONEOS                      |
| 143373 - | 2003 BK12              | 26 de gener de 2003  | Anderson Mesa        | LONEOS                      |
| 143374 - | 2003 BE13              | 26 de gener de 2003  | Haleakala            | NEAT                        |
| 143375 - | 2003 BG13              | 26 de gener de 2003  | Haleakala            | NEAT                        |
| 143376 - | 2003 BB15              | 26 de gener de 2003  | Haleakala            | NEAT                        |
| 143377 - | 2003 BD15              | 26 de gener de 2003  | Haleakala            | NEAT                        |
| 143378 - | 2003 BU16              | 26 de gener de 2003  | Haleakala            | NEAT                        |
| 143379 - | 2003 BA18              | 27 de gener de 2003  | Socorro              | LINEAR                      |
| 143380 - | 2003 BH19              | 26 de gener de 2003  | Anderson Mesa        | LONEOS                      |
| 143381 - | 2003 BC21              | 27 de gener de 2003  | Haleakala            | NEAT                        |
| 143382 - | 2003 BT21              | 27 de gener de 2003  | Anderson Mesa        | LONEOS                      |
| 143383 - | 2003 BR24              | 25 de gener de 2003  | Palomar              | NEAT                        |
| 143384 - | 2003 BZ24              | 25 de gener de 2003  | Palomar              | NEAT                        |
| 143385 - | 2003 BR25              | 26 de gener de 2003  | Palomar              | NEAT                        |
| 143386 - | 2003 BY25              | 26 de gener de 2003  | Palomar              | NEAT                        |
| 143387 - | 2003 BG26              | 26 de gener de 2003  | Palomar              | NEAT                        |
| 143388 - | 2003 BN26              | 26 de gener de 2003  | Palomar              | NEAT                        |
| 143389 - | 2003 BK27              | 26 de gener de 2003  | Anderson Mesa        | LONEOS                      |
| 143390 - | 2003 BN27              | 26 de gener de 2003  | Anderson Mesa        | LONEOS                      |
| 143391 - | 2003 BM28              | 26 de gener de 2003  | Haleakala            | NEAT                        |
| 143392 - | 2003 BT28              | 27 de gener de 2003  | Anderson Mesa        | LONEOS                      |
| 143393 - | 2003 BX28              | 27 de gener de 2003  | Socorro              | LINEAR                      |
| 143394 - | 2003 BG29              | 27 de gener de 2003  | Anderson Mesa        | LONEOS                      |
| 143395 - | 2003 BU29              | 27 de gener de 2003  | Socorro              | LINEAR                      |
| 143396 - | 2003 BP30              | 27 de gener de 2003  | Socorro              | LINEAR                      |
| 143397 - | 2003 BC32              | 27 de gener de 2003  | Palomar              | NEAT                        |
| 143398 - | 2003 BE34              | 25 de gener de 2003  | La Silla             | A. Boattini, H. Scholl      |
| 143399 - | 2003 BU34              | 27 de gener de 2003  | Anderson Mesa        | LONEOS                      |
| 143400 - | 2003 BX34              | 27 de gener de 2003  | Socorro              | LINEAR                      |